# Stazione di Bergfelde (b Berlin)
La stazione di Bergfelde (b Berlin) si trova nel circondario dell'Oberhavel in Brandeburgo. Serve il centro abitato di Bergfelde, frazione della città di Hohen Neuendorf.

## Movimento
La stazione è servita dalla linea S8 della S-Bahn di Berlino, una delle 15 linee che costituiscono la rete di trasporti regionali.

### Esplicative
1. ↑  Abbreviazione di Bergfelde (bei Berlin), letteralmente "Bergfelde (presso Berlino)".

### Bibliografiche
1. ↑   Bergfelde (b Berlin), su bahnhof.de. URL consultato il 13 febbraio 2019.